# 바로잡는 순애보
바로잡는 순애보는 2013 대학만화 최강자전에서 우승을 차지한 작품이다. 이채영 작가가 연재했으며, 2017년 4월 1일에 에필로그를 끝으로 완결이 났다.